# Raufarhöfns flygplats
Raufarhöfns flygplats är en flygplats i republiken Island.   Den ligger i regionen Norðurland eystra, i den nordöstra delen av landet, 400 km nordost om huvudstaden Reykjavik. Raufarhöfns flygplats ligger 8 meter över havet.